# Walther von der Vogelweide
Walther von der Vogelweide (1170 - 1230) là một nhà thơ, nhạc sĩ nổi tiếng nhất thời trung kì trung cổ.